# Transceiver

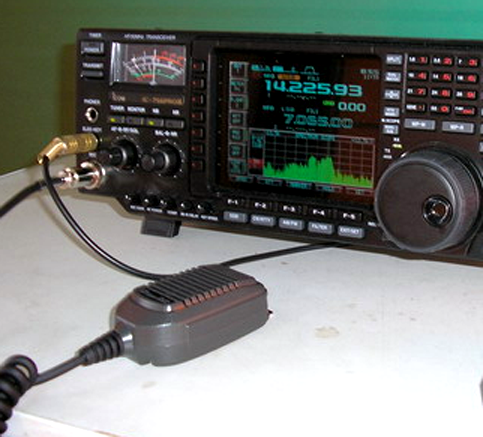
Moderní krátkovlný transceiver – radioamatérská radiostanice

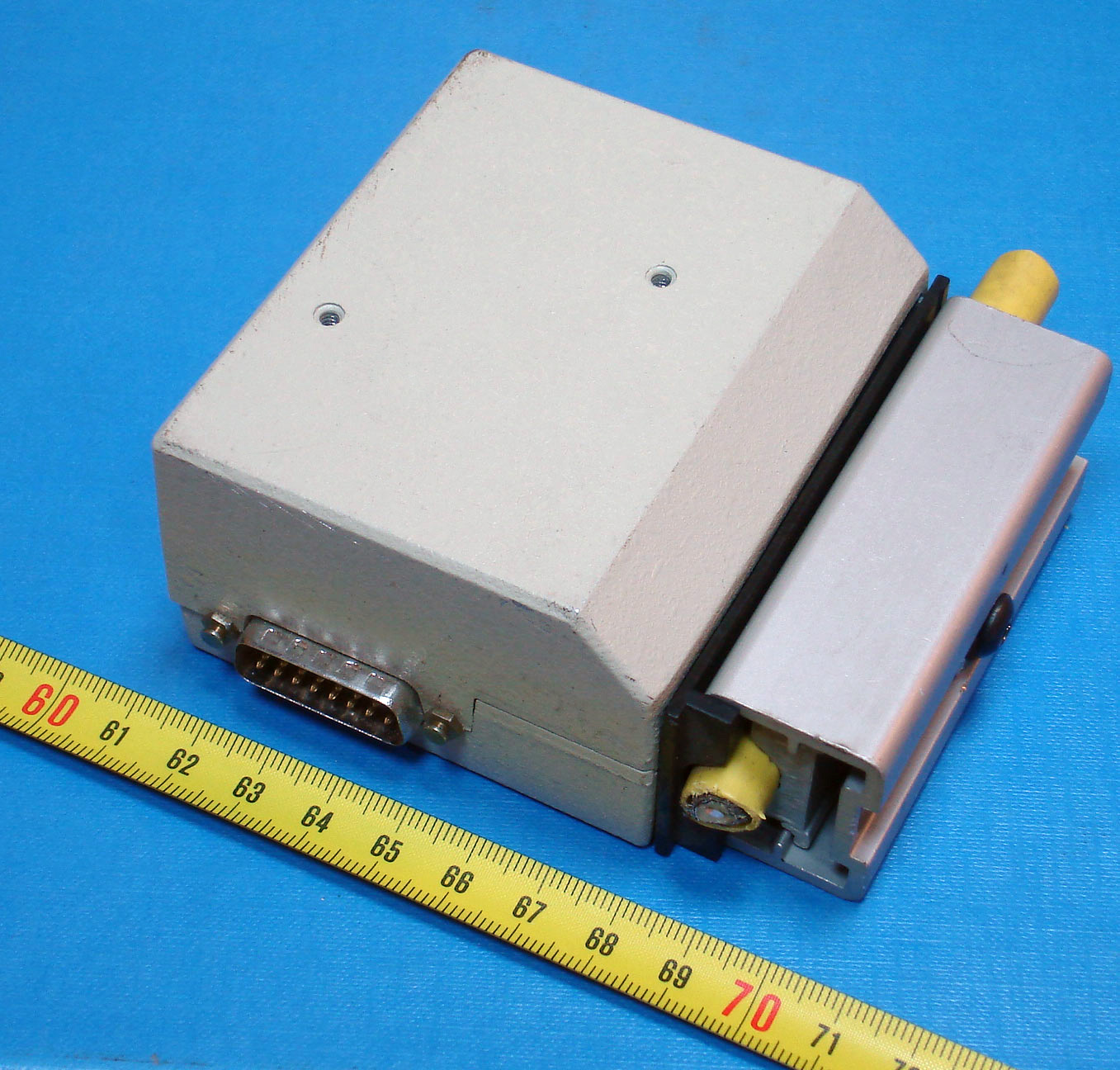
Transceiver pro síť Ethernet 10Base5; žluté pahýly vpravo je ustřižený koaxiální kabel; počítač se k transceiveru připojoval pomocí patnáctižilového kabelu AUI zapojeného do konektoru vlevo dole

Transceiver je v telekomunikacích zařízení, které je schopné přijímat i vysílat. Jméno tohoto prvku je odvozeno z anglických slov TRANSmitter (vysílač) a reCEIVER (přijímač). V minulosti se tento termín používal pouze pro radiostanice, od 80. let 20. století také pro zařízení (Medium Attachment Unit), které umožňuje připojení počítače k síti Ethernet. Použití transceiverů bylo nutností u Ethernetu 10Base5, který používal tlustý (o průměru přibližně 10 mm) a špatně ohebný koaxiální kabel, na kterém byl transceiver připojen napevno; u velké většiny pozdějších síťových karet se nepoužíval transceiver samostatný, ale byl součástí karty. Po roce 1995 se název „transceiver“ používá v  počítačových sítích pro síťový prvek, který umožňuje propojení jednoho typu sítě na typ jiný, nejčastěji při převodu metalické sítě na optickou, z bezdrátové na metalickou apod. Tato funkce transceiveru často nebývá řešena jako samostatný hardwarový prvek, ale integruje se do inteligentnějších zařízení (směrovač, bezdrátový přístupový bod).